# Ulanowice (Otmuchów)
Ulanowice (deutsch Ullersdorf) ist ein Dorf der Stadt- und Landgemeinde Otmuchów im Powiat Nyski in der Woiwodschaft Opole in Polen.

## Geographie

### Geographische Lage
Das Straßendorf Ulanowice liegt im Südwesten der historischen Region Oberschlesien. Der Ort liegt etwa vier Kilometer nordöstlich des Gemeindesitzes Otmuchów, etwa zehn Kilometer westlich der Kreisstadt Nysa und etwa 66 Kilometer südwestlich der Woiwodschaftshauptstadt Opole.
Ulanowice liegt in der Nizina Śląska (Schlesische Tiefebene) innerhalb Dolina Nysy Kłodzkiej (Glatzer Neiße-Tal) hin zur Równina Grodkowska (Grottkauer Ebene).

### Nachbarorte
Nachbarorte von Ulanowice sind im Nordosten Grądy (Perschkenstein), im Osten Goświnowice (Friedenthal-Großgiesmannsdorf) sowie Suszkowice (Tschauschwitz), im Süden der zu Otmuchów gehörende Stadtteil Wójcice (Woitz), im Südwesten der Gemeindesitz Otmuchów sowie im Nordwesten Malerzowice Małe (Klein Mahlendorf).

## Geschichte

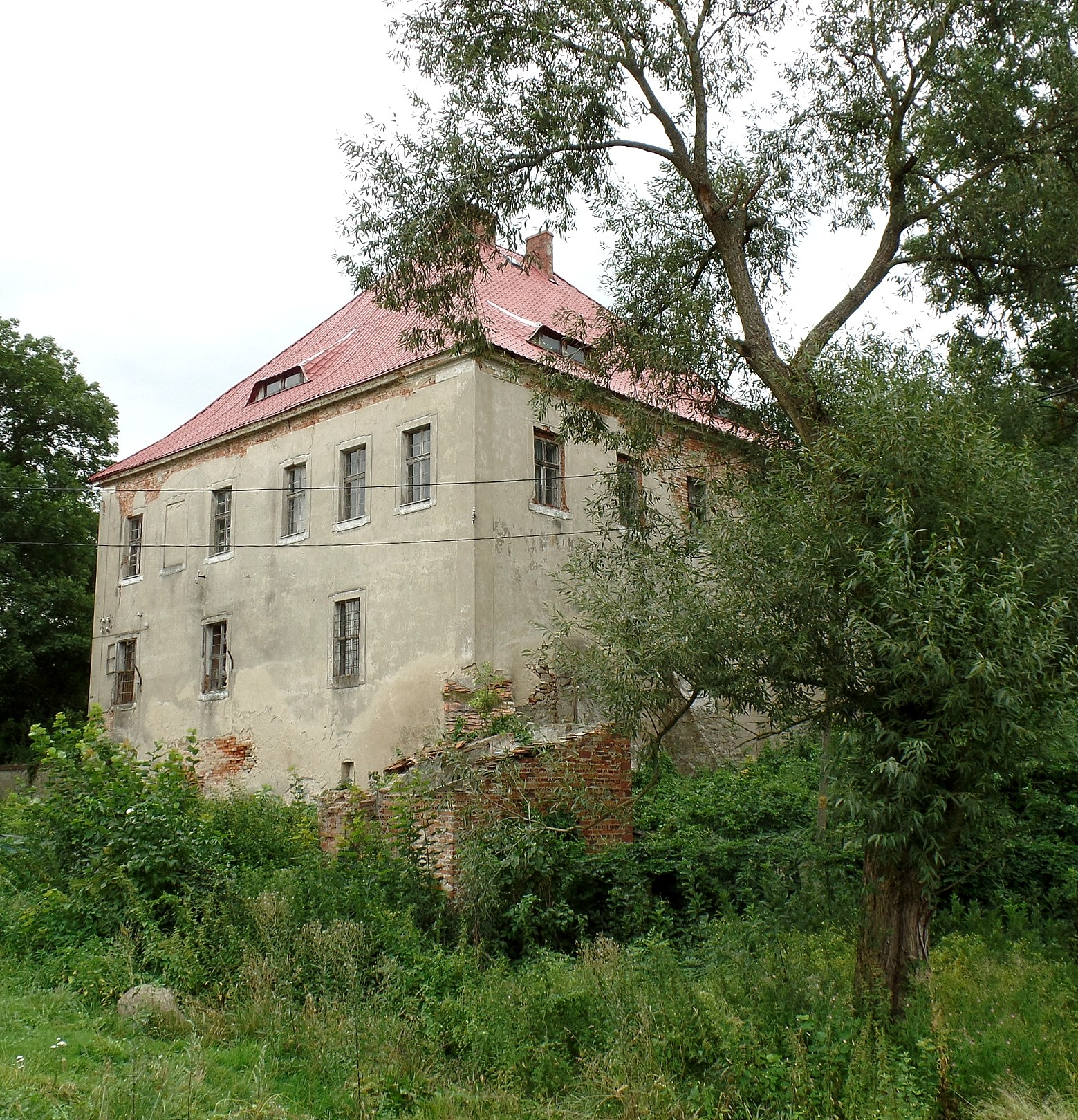
Schloss Ullersdorf

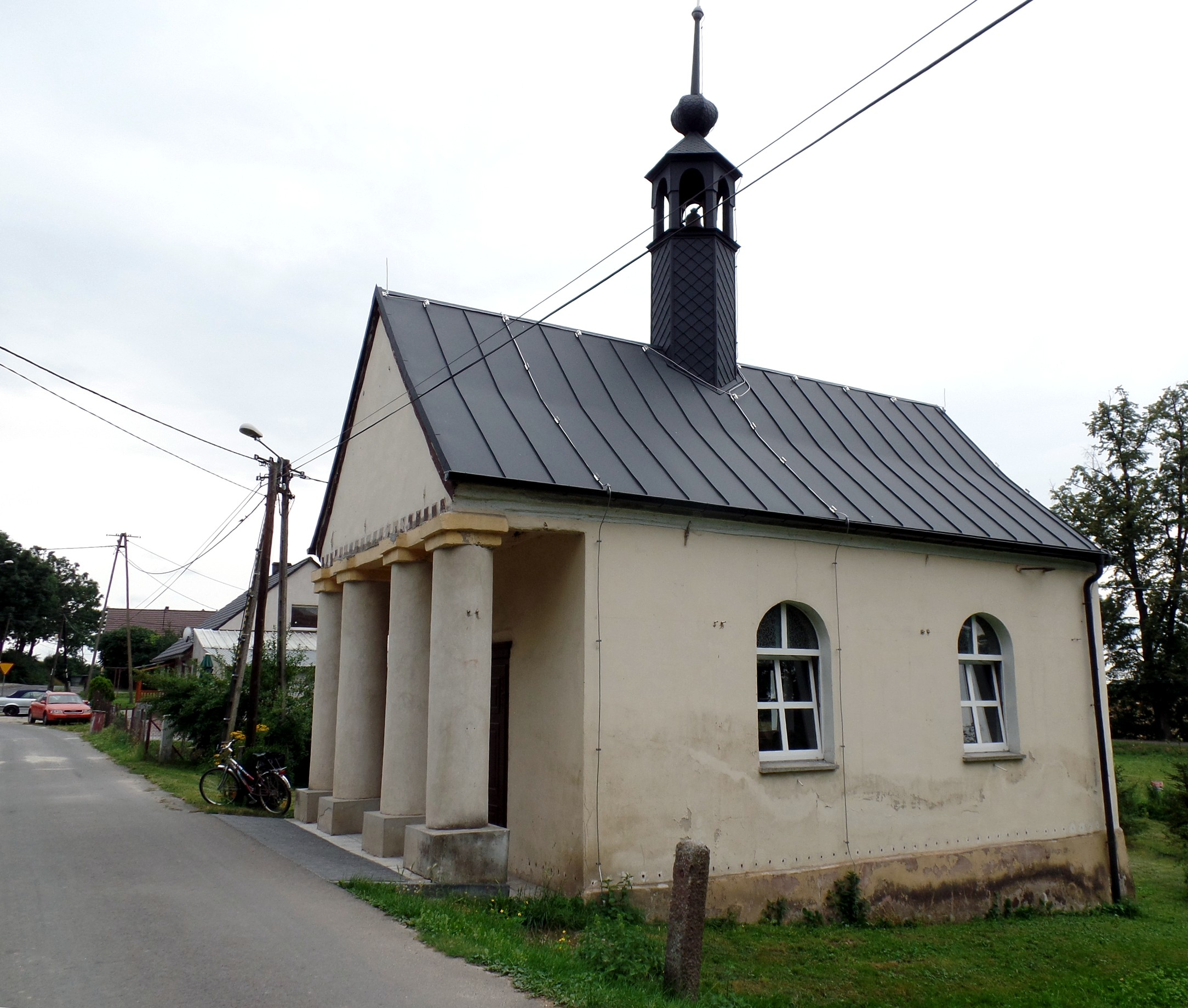
Kapelle

In dem Werk Liber fundationis episcopatus Vratislaviensis aus den Jahren 1295–1305 wird der Ort erstmals als Ylyanovitz erwähnt. Weitere überlieferte Erwähnungen waren 1368 Uliansdorf sowie 137
Uliansdorff.
Nach dem Ersten Schlesischen Krieg 1742 fiel Ullersdorf mit dem größten Teil Schlesiens an Preußen. 1768 wurde im Ort eine Kapelle erbaut.
Nach der Neuorganisation der Provinz Schlesien gehörte die Landgemeinde Ullersdorf ab 1816 zum Landkreis Grottkau im Regierungsbezirk Oppeln. 1845 bestanden im Dorf ein Schloss, ein Vorwerk sowie 17 weitere Häuser. Im gleichen Jahr lebten in Ullersdorf 137 Menschen, davon sieben evangelisch. 1855 lebten 133 Menschen in Ullersdorf. 1865 bestanden im Ort eine Scholtisei acht Gärtner-, fünf Häuslerstellen und sechs Einlieger. Eingeschult waren die Bewohner nach Perschkenstein. 1874 wurde der Amtsbezirk Klein Mahlendorf gegründet, welcher aus den Landgemeinden Bittendorf, Klein Mahlendorf, Klein Vorwerk, Laskowitz, Nitterwitz, Perschkenstein, Ullersdorf und Weidich und den Gutsbezirken Bittendorf, Klein Mahlendorf, Klein Vorwerk, Nitterwitz und Ullersdorf bestand. 1885 zählte Ullersdorf 104 Einwohner.
1933 lebten in Ullersdorf 158 sowie 1939 137 Menschen. Bis Kriegsende 1945 gehörte der Ort zum Landkreis Grottkau.
Als Folge des Zweiten Weltkriegs fiel Ullersdorf 1945 wie der größte Teil Schlesiens unter polnische Verwaltung. Nachfolgend wurde es in Ulanowice umbenannt und der Woiwodschaft Schlesien angeschlossen. Die deutsche Bevölkerung wurde weitgehend vertrieben. 1950 wurde es der Woiwodschaft Oppeln eingegliedert. 1999 kam der Ort zum wiedergegründeten Powiat Nyski. 2006 lebten 96 Menschen im Ort.

## Sehenswürdigkeiten
- Das Schloss Ullersdorf wurde Ende des 16. Jahrhunderts im Stil der Renaissance erbaut. Mitte des 18. Jahrhunderts erfolgte ein Umbau im Stil des Barocks. Das zweigeschossige Gebäude mit steilen Walmdach besitzt am Hauptportal ein Renaissanceportal. Das Schloss befindet sich derzeit in einem ruinösen Zustand.[9] Das Schloss steht seit 1964 unter Denkmalschutz.[10]
- Der direkt angrenzende Landschaftspark wurde im 19. Jahrhundert angelegt. Dieser steht seit 1984 unter Denkmalschutz.[10]
- Die Kapelle wurde um 1800 im klassizistischen Stil erbaut. 1966 wurde diese unter Denkmalschutz gestellt.[10]